# Adam Philipp von Krassow
Adam Philipp von Krassow till Falkenhagen och Hennekckehagen i Pommern, född 5 maj 1664 på slottet Pansevitz på Rügen, död 2 februari 1736 i Falkenhagen, var en svensk friherre och general.
von Krassow var son till Christian von Krassow och hans andra hustru Margareta Catharina von Holstein. 1679 var han page hos Karl XI, och 1683 utnämnd till fänrik vid kronprins Karls regemente i Göteborg, svenska livregementet till fot. von Krassow gick därefter i holländsk tjänst, och var 1688 kapten vid Erskins svenska regemente. Han deltog i slaget vid Fleury, där hans regemente blev helt nedgjort, och bara han själv och några få andra råkade i fransk fångenskap. 
1693 tog han avsked från sin holländska tjänst, och blev istället kapten vid brodern Ernst Detlof von Krassows dragonregemente i Bremen, varifrån han tog avsked 1699, och i stället trädde i tjänst som överstelöjtnant hos hertig Fredrik Vilhelm av Mecklenburg-Schwerin. I hertigens tjänst steg von Krassow i graderna, blev 1705 brigadier, generalmajor och chef för alla hertigens trupper 1707. Han blev även geheimeråd och president i krigskommissariatet samt licentkollegium i Mecklenburg. 1717 tog han avsked från hertigens tjänst. 1725 anställdes han i svensk tjänst som generallöjtnant, och upphöjdes 14 juni 1731 i friherrligt stånd.
Han var sedan 1693 gift med sin brors svägerska Anna Hedvig von Wolffratt.